# Bernhard Siegenthaler
Bernhard Siegenthaler (* 1877; † August 1949 in Montagny-la-Ville) war ein Schweizer Sportschütze.

## Erfolge
Bernhard Siegenthaler nahm an den Olympischen Spielen 1920 in Antwerpen in drei Disziplinen teil. Im Dreistellungskampf mit dem Freien Gewehr verpasste er in der Einzelkonkurrenz mit 906 Punkten zwar eine vordere Platzierung, erreichte in der Mannschaftskonkurrenz aber dafür den Bronzerang. Siegenthaler war dabei mit 906 Punkten der schwächste Schütze der Schweizer Mannschaft, die neben ihm noch aus Gustave Amoudruz, Ulrich Fahrner, Fritz Kuchen und Werner Schneeberger bestand. Den Mannschaftswettbewerb mit dem Armeerevolver beendete er auf dem neunten Platz.